# Murg
|  | For floden i Syd-Schwarzwald se: Murg (Sydschwarzwald) |
Murg er en flod i den tyske delstat Baden-Württemberg og en af Rhinens bifloder fra højre med en længde på 96 km. Den har sit udspring i Obertal i Schwarzwald, en del af Baiersbronn, hvor floderne Rechtmurg (Højre Murg) og Rotmurg (Røde Murg), begge med udspring i Schliffkopf i byen Baiersbronn, løber sammen. Floden løber gennem Baiersbronn, Forbach, Gernsbach og Gaggenau, før den munder ud i Rhinen ved Rastatt. Mundingen har flyttet sig 1,5 km vestover, efter at den blev rettet ud af ingeniøren Johann Gottfried Tulla. 
I tidligere tider var Murg en vigtig flod for tømmerflådning. Tømmeret blev transporteret til Steinmauern, hvor det blev tørret og sat sammen til større flåder. Fra Steinmauern blev tømmeret flådet videre til Mannheim og herfra til Holland